# Espace Médoquine
L'Espace Médoquine est une ancienne salle de concert de l'agglomération bordelaise située à Talence, qui présentait une architecture contemporaine conçue par l’architecte Bernard Vayssière.
Elle était située au 224 cours Gallieni, à 800 mètres des Boulevards (barrière de Pessac).
Fermée définitivement fin juin 2018, sa démolition débute en janvier 2020.